# ورزشگاه برن آرنا
ورزشگاه برن آرنا (سوئدی: Behrn Arena) با نام سابق ایراوالن یک ورزشگاه فوتبال در شهر اوربرو، سوئد است.
این ورزشگاه که در سال ۱۹۲۳ تأسیس شده دارای ۱۴٬۴۰۰ نفر جمعیت می‌باشد و یکی از ورزشگاه‌های جام جهانی فوتبال ۱۹۵۸ بوده است.